# اندیس کاوش (۱)
کاوش (۱) یک اندیس فلزی است که در حوالی شهر حلوان استان یزد قرار دارد و مادهٔ معدنی موجود در آن، سرب و روی است.  